# Artur Jedigarian
Artur Jedigarian, orm. Արթուր Եդիգարյան (ur. 26 czerwca 1987 w Erywaniu) – piłkarz ormiański grający na pozycji defensywnego pomocnika. Jego młodszy brat, Artak, także jest piłkarzem i także gra w reprezentacji Armenii.

## Kariera klubowa
Jedigarian jest wychowankiem klubu Pjunik Erywań. Do kadry pierwszego zespołu awansował w 2007 roku jako 20-latek i w tamtym sezonie zadebiutował w rozgrywkach pierwszej ligi ormiańskiej. Już w debiutanckim sezonie wywalczył z Pjunikiem tytuł mistrza Armenii, a w latach 2008 i 2009 jeszcze dwukrotnie zostawał mistrzem kraju. Wraz z Pjunikiem zdobył też Puchar Armenii i Superpucharów Armenii w 2009 roku.
W grudniu 2009 roku Jedigarian odszedł do irańskiego zespołu PAS Hamedan. Zadebiutował w nim 23 grudnia 2009 w wygranym 1:0 domowym meczu z Mesem Kerman, w którym zdobył gola. W PAS Hamedan występował do lata 2011.
Kolejnym klubem w karierze Jedigariana stał się Bananc Erywań. Swój debiut w nim zanotował 11 czerwca 2011 w zwycięskim 2:1 domowym meczu z Impulsem Diliżan. 24 lutego 2012 roku podpisał kontrakt z rosyjskim FK Chimki, w którym grał do końca czerwca 2012. Na początku sierpnia 2012 powrócił do Pjunika Erywań. W końcu sierpnia 2012 przeniósł się do ukraińskiej Howerły Użhorod. 2 lipca 2013 odszedł do Kajratu Ałmaty.
| Sezon   | Klub          | Kraj    | Rozgrywki         | Mecze | Bramki |
| ------- | ------------- | ------- | ----------------- | ----- | ------ |
| 2007    | Pjunik Erywań | Armenia | Bardzragujn chumb | 22    | 3      |
| 2008    | Pjunik Erywań | Armenia | Bardzragujn chumb | 19    | 1      |
| 2009    | Pjunik Erywań | Armenia | Bardzragujn chumb | 24    | 4      |
| 2009/10 | PAS Hamedan   | Iran    | Iran Pro League   | 13    | 3      |
| 2010/11 | PAS Hamedan   | Iran    | Iran Pro League   | 25    | 1      |
| 2011    | Bananc Erywań | Armenia | Bardzragujn chumb |       |        |

## Kariera reprezentacyjna
W reprezentacji Armenii Jedigarian zadebiutował 4 lutego 2008 roku w wygranym 2:1 towarzyskim meczu z Białorusią. W swojej karierze grał już w eliminacjach do MŚ 2010, a obecnie rywalizuje z Armenią o awans do Euro 2012.